# ジャック・シュロスバーグ
ジョン・ブーヴィエ・ケネディ・“ジャック”・シュロスバーグ（John Bouvier Kennedy "Jack" Schlossberg, 1993年1月19日 - ）は、アメリカ合衆国のジャーナリスト。第35代アメリカ合衆国大統領ジョン・F・ケネディの孫。
ジョン・F・ケネディの唯一の男性の孫であるとともに、叔父ジョン・フィッツジェラルド・ケネディ・ジュニアの飛行機事故死以降、元大統領の血を引き継ぐ唯一の男性である。ファーストネームについては祖父と同様、ジャックと公私で名乗っている。

## 経歴
ユダヤ系ウクライナ人の血を引くデザイナーの父エドウィン・アーサー・シュロスバーグと、第29代駐日アメリカ合衆国大使の母キャロライン・ケネディの息子として、ニューヨーク市に生まれる。
8年生の時、低所得者向け住宅開発地に電球形蛍光灯を設置するための非営利団体「リライト・ニューヨーク」を共同設立する。私立男子大学進学校のカレッジエイト・スクールを首席で卒業したのち、イェール大学に入学した。大学では歴史学を専攻、日本史を専門的に学び、学生新聞に記事を寄稿していた。
2013年からはジョン・F・ケネディ大統領図書館・博物館で毎年開催されるニューフロンティア賞ならびに勇気ある人物賞の委員を務め、同賞のイベントの司会やプレゼンターも務めている。
2015年秋にイェール大学を卒業。卒業直後の10月1日付けで楽天株式会社に新卒として入社した。
2016年、アメリカ合衆国国務省海洋・国際環境科学局のスタッフアシスタントに就任する。また、サントリーホールディングスグローバル事業開発部門でも役職を務めた。
2017年秋にハーバード・ロースクールに入学。2020年には民主党全国大会に登壇して演説を行い、2020年大統領選挙の民主党候補である前副大統領ジョー・バイデンへの支持を訴えた。2022年にハーバード・ロースクールとハーバード・ビジネス・スクールを卒業し、法務博士号と経営学修士号を取得した。2023年4月にはニューヨーク州の司法試験に合格した。
2024年7月、ヴォーグの政治記者として執筆活動を始める。同年8月の民主党全国大会では、2024年大統領選挙の民主党候補である副大統領カマラ・ハリスへの支持を訴えた。

## メディア活動
19歳の時、2012年民主党全国大会でCNNのインタビューに応じ、テレビ番組の生放送に初めて出演した。2016年にはメットガラに出席し、ヴァニティ・フェアのインターナショナル・ベストドレッサーリストに選ばれた。2018年にはテレビドラマ『ブルーブラッド 〜NYPD家族の絆〜』シーズン8の最終回にカメオ出演した。
2024年からソーシャルメディアに政治評論やコメディスケッチを投稿し始め、多くのフォロワーを獲得した。ポリティコからは「インターネット・イット・ボーイ」と称されている。また、マリ・クレールからは「政治的な家系、不気味なほど彫りの深い顔と体、集中力が極端に短い若者に複雑な政治的メッセージを伝える才能の魔法の組み合わせ」によって影響力を高めていると評されている。

## 私生活
ウォータースポーツ、特にスタンドアップパドルボードを愛好している。第21代アメリカ合衆国大統領チェスター・A・アーサーにちなんで「チェスター」と名付けられた雑種の犬を飼っている。

## 参照
1. ↑  Zibart, Eve (2012年6月18日). “Kennedys 4.0: The Dynasty Endures”. Boston Common.  オリジナルの2013年1月1日時点におけるアーカイブ。 2012年12月12日閲覧。
2. ↑  “Congressional Record, Volume 157 Issue 93 (Monday, June 27, 2011)”. www.govinfo.gov. 2024年8月26日閲覧。
3. ↑  McNeil, Liz (2015年5月6日). “JFK's Grandson Jack Schlossberg: 5 Things to Know About Him”. People 2017年9月7日閲覧。
4. ↑  Brennan, Danielle (2013年11月21日). “JFK's grandson takes center stage: 9 things we know about Jack”. Today.  オリジナルの2023年2月5日時点におけるアーカイブ。 2014年2月8日閲覧。
5. ↑  ケネディ氏、「日本は重要な同盟国」　駐日大使に宣誓就任 CNN 2013年11月13日
6. ↑  The Yale Herald articles John Schlossberg
7. ↑  将来の米大統領候補説も　「JFKの孫」が楽天に入社の舞台裏
8. ↑  “ケネディ駐日米大使の息子が楽天入社　営業など担当”.  日本経済新聞 (2015年12月16日). 2017年9月7日閲覧。
9. 1 2  “Barack Obama: Press Release - President Obama Announces More Key Administration Posts”. American Presidency Project UC Santa Barbara (2016年11月18日). 2017年9月7日閲覧。
10. ↑  “Caroline Kennedy and son Jack Schlossberg on JFK, Obama and her Met Gala dress”. Today (2017年5月5日). 2017年9月7日閲覧。
11. ↑  “Jack Schlossberg, JFK's Grandson, Hops on a Paddleboard in N.Y.C. to Celebrate Passing the Bar Exam”. People. (April 21, 2023) 2023年7月22日閲覧。.
12. ↑  “Jack Schlossberg Is Just Being Himself” (英語). Vogue (2024年7月10日). 2024年7月13日時点のオリジナルよりアーカイブ。2024年7月10日閲覧。
13. ↑  JFK grandson’s first TV interview | CNN (英語). 7 September 2012. edition.cnn.comより2024年8月26日閲覧。
14. ↑  Norton, Eryn (2024年4月22日). “Jack Schlossberg’s Style Over the Years: A Look Back at Caroline Kennedy’s Son, Photos” (英語). WWD. 2024年8月24日閲覧。
15. ↑  Reporter, Meredith Goldstein- (2017年9月6日). “Vanity Fair names John F. Kennedy’s grandson Jack Schlossberg to its best-dressed list for 2017 - The Boston Globe”. BostonGlobe.com. 2024年8月24日閲覧。
16. ↑  Spilde, Coleman (2024年5月7日). “Everyone Is Thirsting Over Kennedy Grandson Jack Schlossberg” (英語). The Daily Beast 2024年8月27日閲覧。
17. ↑  Nazzaro, Miranda (2024年8月20日). “Who is Jack Schlossberg? JFK's grandson speaks at DNC” (英語). The Hill. 2024年8月24日閲覧。
18. ↑  Feneley, Ruby (2024年8月23日). “Internet King Jack Schlossberg's DNC Speech” (英語). marie claire. 2024年8月27日閲覧。
19. ↑  Schlossberg, Jack (2017年8月8日). “Jack Schlossberg Completes Crazy Trip Around Manhattan for Charity” (英語). The Cut. 2024年8月24日閲覧。
20. ↑  “JFK's Grandson Jack Schlossberg Talks Climate Change and Why He's the Rock's 'Greatest Fan'” (英語). Peoplemag. 2024年8月24日閲覧。